# Marco Segura
Márco Segura Navarrete (n. Quevedo, Los Ríos, Ecuador; 18 de octubre de 1986) es un futbolista ecuatoriano que juega de delantero y su equipo actual es el 7 de Febrero de la Segunda Categoría de Ecuador.

## Clubes
| Club               | País    | Año       |
| ------------------ | ------- | --------- |
| Deportivo Quevedo  | Ecuador | 2009-2010 |
| Aucas              | Ecuador | 2011      |
| Deportivo Quevedo  | Ecuador | 2011-2012 |
| Macará             | Ecuador | 2012      |
| Municipal de Cañar | Ecuador | 2013      |
| Zacatepec          | México  | 2013      |
| Delfín SC          | Ecuador | 2014      |
| Deportivo Quevedo  | Ecuador | 2014-2017 |
| CS Patria          | Ecuador | 2018      |
| FC Insutec         | Ecuador | 2019      |
| 7 de Febrero       | Ecuador | 2020 -    |